# 6134 Kamagari
6134 Kamagari eller 1990 RA5 är en asteroid i huvudbältet som upptäcktes den 15 september 1990 av den amerikanske astronomen Henry E. Holt vid Palomarobservatoriet. Den är uppkallad efter den japanska staden Kamagari.
Den tillhör asteroidgruppen Eunomia.